# Fly (álbum de Dixie Chicks)
Fly é um álbum de estúdio da banda americana Dixie Chicks, lançado no dia 31 de Agosto de 1999, pela gravadora Monument Records. Este álbum está na lista dos 200 álbuns definitivos no Rock and Roll Hall of Fame.

## Faixas
1. "Ready to Run" (Marcus Hummon, Martie Seidel) — 3:52
2. "If I Fall You're Going Down with Me" (Matraca Berg, Annie Roboff) — 3:05
3. "Cowboy Take Me Away" (Seidel, Hummon) — 4:51
4. "Cold Day in July" (Richard Leigh) — 5:12
5. "Goodbye Earl" (Dennis Linde) — 4:19
6. "Hello Mr. Heartache" (Mike Henderson) — 3:49
7. "Don't Waste Your Heart" (Emily Erwin, Natalie Maines) — 2:49
8. "Sin Wagon" (Maines, Erwin, Stephony Smith) — 3:41
9. "Without You" (Maines, Eric Silver) — 3:32
10. "Some Days You Gotta Dance" (Troy Johnson, Marshall Morgan) — 2:30
11. "Hole in My Head" (Jim Lauderdale, Buddy Miller) — 3:22
12. "Heartbreak Town" (Darrell Scott) — 3:53
13. "Ain't no Thang but a Chikin' Wang"- 0:06 (a sixsecond piece of silence, so no song is on track 13.)
14. "Let Him Fly" (Patty Griffin) — 3:07